# Vasif Durarbəyli
Vasif Durarbəyli, noto anche come Vasif Durarbayli (Sumqayıt, 24 febbraio 1992), è uno scacchista azero.
Ha ottenuto il titolo di Maestro internazionale nel 2007 e di Grande maestro nel 2010.

## Principali risultati
Nel 2006 ha vinto a Batumi il campionato del mondo giovanile U14. Nel 2010 ha vinto il campionato europeo giovanile U18.
Ha partecipato a diverse edizioni della Coppa del Mondo di scacchi. Nel 2013 è stato eliminato nel primo turno da Anton Korobov; nel 2015  è stato eliminato nel primo turno da Lê Quang Liêm; nel  2021 ha superato nel primo turno Dmitry Sklyarov, nel secondo turno  Alexandr Predke, nel terzo turno David Navara e nel quarto turno Nodirbek Abdusattorov. Nel quinto turno è stato eliminato da Vidit Gujrathi 0,5-1,5.
Nel 2018 ha vinto il Summer Chess Classic di St. Louis.
Nel 2019 è stato secondo dietro ad Anton Korobov nel Festival Sunway Sitges, dopo aver vinto lo spareggio contro Rasmus Svane.
Ha vinto il Campionato azero nel 2021 a Naxçıvan e nel 2023 a Baku.
Ha ottenuto il suo più alto rating FIDE in maggio 2002, con 2638 punti Elo.